# 레이프 세게르스탐
레이프 세게르스탐(Leif Segerstam, 본명: 레이프 셀림 세게르스탐, Leif Selim Segerstam/ˈleˈf/ LAYF, 1944년 3월 2일~2024년 10월 9일)은 핀란드의 지휘자, 작곡가, 바이올리니스트, 비올리스트, 피아니스트였으며, 특히 300개가 넘는 교향곡과 그의 광범위한 작품을 작곡한 것으로 유명하다.
세게르스탐은 1963년부터 유럽, 아메리카, 호주에서 다양한 오케스트라를 지휘했다. 핀란드 국립 오페라, 스웨덴 왕립 오페라, 베를린 독일 오페라극장의 지휘자였으며 ORF 심포니 오케스트라, 슈타츠필하모니 라인란트팔츠(Staatsphilharmonie Rheinland-Pfalz), 덴마크 방송 교향악단, 헬싱키 필하모닉 오케스트라, 투르쿠 필하모닉 오케스트라의 수석 지휘자였다. 칼 블롬달, 요하네스 브람스, 구스타프 말러, 카를 닐센, 장 시벨리우스의 교향곡 전집과 동시대 작곡가들의 많은 작품을 녹음해 널리 알려져 있다. 핀란드 음악계에 대한 공헌과 활기 넘치는 성격으로 기억된다.
헬싱키의 시벨리우스 아카데미에서 오케스트라 지휘 교수로 가르쳤다.